# Prêmio Washington D.C. Area Film Critics Association de Melhor Ator
O Prêmio Washington D.C. Area Film Critics Association Award de Melhor Ator é um prêmio de cinema anual oferecido pela Washington D.C. Area Film Critics Association.

## Vencedores e Indicados

### Década de 2000
| Ano  | Ator                   | Filme                                                  | Papel                    |
| ---- | ---------------------- | ------------------------------------------------------ | ------------------------ |
| 2002 | Jack Nicholson         | About Schmidt                                          | Warren Schmidt           |
| 2003 | Bill Murray            | Lost in Translation                                    | Bob Harris               |
| 2003 | Chiwetel Ejiofor       | Dirty Pretty Things                                    | Okwe                     |
| 2003 | Ben Kingsley           | House of Sand and Fog                                  | Behrani                  |
| 2003 | Sean Penn              | Mystic River                                           | Jimmy Markum             |
| 2003 | Johnny Depp            | Pirates of the Caribbean: The Curse of the Black Pearl | Captain Jack Sparrow     |
| 2004 | Jamie Foxx             | Ray                                                    | Ray Charles              |
| 2005 | Philip Seymour Hoffman | Capote                                                 | Truman Capote            |
| 2005 | Heath Ledger           | Brokeback Mountain                                     | Ennis Del Mar            |
| 2005 | David Strathairn       | Good Night, and Good Luck.                             | Edward R. Murrow         |
| 2005 | Terrence Howard        | Hustle & Flow                                          | DJay                     |
| 2005 | Joaquin Phoenix        | Walk the Line                                          | Johnny Cash              |
| 2006 | Forest Whitaker        | The Last King of Scotland                              | Idi Amin                 |
| 2007 | George Clooney         | Michael Clayton                                        | Michael Clayton          |
| 2008 | Mickey Rourke          | The Wrestler                                           | Randy "The Ram" Robinson |
| 2009 | George Clooney         | Up in the Air                                          | Ryan Bingham             |
| 2009 | Colin Firth            | A Single Man                                           | George Falconer          |
| 2009 | Morgan Freeman         | Invictus                                               | Nelson Mandela           |
| 2009 | Jeremy Renner          | The Hurt Locker                                        | SFC. William James       |
| 2009 | Viggo Mortensen        | The Road                                               | O Homem                  |

### Década de 2010
| Ano  | Ator                 | Filme                                           | Papel                        |
| ---- | -------------------- | ----------------------------------------------- | ---------------------------- |
| 2010 | Colin Firth          | The King's Speech                               | George VI                    |
| 2010 | Jeff Bridges         | True Grit                                       | Rooster Cogburn              |
| 2010 | Robert Duvall        | Get Low                                         | Felix Bush                   |
| 2010 | Jesse Eisenberg      | The Social Network                              | Mark Zuckerberg              |
| 2010 | James Franco         | 127 Hours                                       | Aron Ralston                 |
| 2011 | George Clooney       | The Descendants                                 | Matt King                    |
| 2011 | Jean Dujardin        | The Artist                                      | George Valentin              |
| 2011 | Michael Fassbender   | Shame                                           | Brandon Sullivan             |
| 2011 | Brad Pitt            | Moneyball                                       | Billy Beane                  |
| 2011 | Michael Shannon      | Take Shelter                                    | Curtis LaForche              |
| 2012 | Daniel Day-Lewis     | Lincoln                                         | Abraham Lincoln              |
| 2012 | John Hawkes          | The Sessions                                    | Mark O'Brien                 |
| 2012 | Hugh Jackman         | Les Misérables                                  | Jean Valjean                 |
| 2012 | Joaquin Phoenix      | The Master                                      | Freddie Quell                |
| 2012 | Denzel Washington    | Flight                                          | William "Whip" Whitaker, Sr. |
| 2013 | Chiwetel Ejiofor     | 12 Years a Slave                                | Solomon Northup              |
| 2013 | Leonardo DiCaprio    | The Wolf of Wall Street                         | Jordan Belfort               |
| 2013 | Matthew McConaughey  | Dallas Buyers Club                              | Ron Woodroof                 |
| 2013 | Joaquin Phoenix      | Her                                             | Theodore Twombly             |
| 2013 | Robert Redford       | All Is Lost                                     | Nosso Homem                  |
| 2014 | Michael Keaton       | Birdman or (The Unexpected Virtue of Ignorance) | Riggan Thomson               |
| 2014 | Benedict Cumberbatch | The Imitation Game                              | Alan Turing                  |
| 2014 | Oscar Isaac          | A Most Violent Year                             | Abel Morales                 |
| 2014 | David Oyelowo        | Selma                                           | Martin Luther King Jr.       |
| 2014 | Eddie Redmayne       | The Theory of Everything                        | Stephen Hawking              |
| 2015 | Leonardo DiCaprio    | The Revenant                                    | Hugh Glass                   |
| 2015 | Matt Damon           | The Martian                                     | Mark Watney                  |
| 2015 | Johnny Depp          | Black Mass                                      | James "Whitey" Bulger        |
| 2015 | Michael Fassbender   | Steve Jobs                                      | Steve Jobs                   |
| 2015 | Eddie Redmayne       | The Danish Girl                                 | Lili Elbe / Einar Wegener    |
| 2016 | Casey Affleck        | Manchester by the Sea                           | Lee Chandler                 |
| 2016 | Joel Edgerton        | Loving                                          | Richard Loving               |
| 2016 | Andrew Garfield      | Hacksaw Ridge                                   | Desmond Doss                 |
| 2016 | Ryan Gosling         | La La Land                                      | Sebastian Wilder             |
| 2016 | Denzel Washington    | Fences                                          | Troy Maxson                  |
| 2017 | Gary Oldman          | Darkest Hour                                    | Winston Churchill            |
| 2017 | Timothée Chalamet    | Call Me by Your Name                            | Elio Perlman                 |
| 2017 | Daniel Day-Lewis     | Phantom Thread                                  | Reynolds Woodcock            |
| 2017 | James Franco         | The Disaster Artist                             | Tommy Wiseau                 |
| 2017 | Daniel Kaluuya       | Get Out                                         | Chris Washington             |

## Ver Também
- Washington D.C. Area Film Critics Association